# 성남우체국
성남우체국(城南郵遞局)은 대한민국 경기도 성남시 수정구 신흥동에 있는 대한민국 과학기술정보통신부 우정사업본부 경인지방우정청 소속의 우편물 취급기관이다.

## 연혁
- 1972년 12월 21일: 서기관국으로 개국
- 1983년 1월 1일: 성남전신전화국 분리
- 1995년 9월 1일: 성남분당우체국 개국으로 관할업무 이관
- 2000년 11월 20일: 관리기능 광역화(경기광주)
- 2004년 7월 1일: 성남신흥역전우편취급소를 성남수진역우편취급소로 명칭 변경[1]
- 2007년 6월 2일: 성남동우아파트우편취급소를 성남금광래미안우편취급소로 명칭 변경[2]
- 2008년 12월 29일: 성남도촌동우체국 개국[3]
- 2010년 11월 8일: 우편구역을 수정구, 중원구 전 지역으로 고시[4]
- 2011년 11월 25일: 성남경원대학교우체국을 성남가천대학교우체국으로 명칭 변경[5]
- 2013년 1월 31일: 성남태평2동우편취급국, 성남태평4동우편취급국 위탁계약 해지[6]
- 2014년 1월 1일: 우편구역을 다음과 같이 고시[7]

| 배달국     | 배달구역       | 구역번호 |
| ---------- | -------------- | --- |
| 성남우체국 | 수정구, 중원구 | 13100 ~ 13439 13442 ~ 13446 13448 ~ 13453 (단, 13446, 13448, 13453, 13471, 13501, 13381의 분당구 지역 제외) |

- 2014년 7월 7일: 성남가천대학교우체국이 성남우체국과 통합되어 폐국[8]
- 2014년 11월 3일: 성남하대원아파트우편취급국을 성남하대원우편취급국으로 명칭 변경[9]
- 2014년 11월 16일: 성남금광2동우편취급국 폐국[10]
- 2016년 8월 16일: 청사 개축공사로 인해 수정구 산성대로 305 삼부르네상스파크II 2층으로 이전[11]
- 2017년 6월 1일: 신흥동 주택재개발 정비사업에 편입되어 성남신흥동우체국 폐국[12]
- 2017년 6월 5일: 성남위례동우체국 개국[12]
- 2017년 12월 1일: 성남위례동우체국을 위례우체국으로 명칭 변경[13]
- 2019년 2월 1일: 성남태평4동우편취급국 폐국[14]
- 2019년 11월 1일 : 성남금광래미안우편취급국 폐국[15]
- 2021년 11월 1일 : 위례우체국을 수정구 위례동로 147, 201호에서 수정구 위례서일로 6, 101~104호 로 이전[16]

## 관할 우체국
| 우체국명                 | 사진 | 주소                                                                | 비고 |
| ------------------------ | ---- | ------------------------------------------------------------------- | --- |
| 성남가천대학교우체국     |      | 경기도 성남시 수정구 성남대로 1342(복정동)                          | 2014년 7월 7일 폐국                                                                                      |
| 성남고등동우체국         |      | 경기도 성남시 수정구 대왕판교로982번길 2(고등동 419-5)              | |
| 성남공단우체국           |      | 경기도 성남시 중원구 둔촌대로 484(상대원1동 513-14) 시콕스타워 B106 | |
| 성남금광2동우편취급국    |      | 경기도 성남시 중원구 산성대로 416(금광2동 4541)                     | 2014년 11월 16일 폐국                                                                                    |
| 성남금광동우체국         |      | 경기도 성남시 중원구 광명로 311(금광2동 3710)                       | |
| 성남금광래미안우편취급국 |      | 경기도 성남시 중원구 황송로 77(금광2동 2500번지)                    | 2007년 6월 2일 성남동우아파트우편취급소에서 명칭 변경 2019년 11월 1일 폐국                               |
| 성남금동우편취급국       |      | 경기도 성남시 중원구 금빛로100번길 2(금광2동 2852)                  | |
| 성남단대동우체국         |      | 경기도 성남시 수정구 산성대로 475(단대동 69-1)                      | |
| 성남도촌동우체국         |      | 경기도 성남시 중원구 도촌동 636                                     | 2008년 12월 29일 신설                                                                                    |
| 성남상대원우체국         |      | 경기도 성남시 중원구 희망로 377(상대원2동 3004)                     | |
| 성남수진2동우편취급국    |      | 경기도 성남시 수정구 모란로 69(수진2동 4660)                        | |
| 성남수진동우체국         |      | 경기도 성남시 수정구 산성대로 97(수진2동 4517)                      | |
| 성남수진역우편취급국     |      | 경기도 성남시 수정구 탄리로8(신흥동 6941)                           | 2004년 7월 1일 성남신흥역전우편취급소에서 명칭 변경                                                      |
| 성남신흥동우체국         |      | 경기도 성남시 수정구 희망로 547(신흥2동 127)                        | 2017년 6월 1일 폐국                                                                                      |
| 성남중원우편취급국       |      | 경기도 성남시 중원구 제일로 45(성남동 3761)                         | |
| 성남태평2동우편취급국    |      | 경기도 성남시 수정구 남문로 111(태평2동 2644)                       | |
| 성남태평4동우편취급국    |      | 경기도 성남시 수정구 수정로 211-1(태평4동 7339-5)                   | 2019년 2월 1일 폐국                                                                                      |
| 성남태평동우체국         |      | 경기도 성남시 수정로 113(태평3동 3679-4)                            | |
| 성남하대원우편취급국     |      | 경기도 성남시 중원구 둔촌대로 319(하대원동 139-3)                   | 2014년 11월 3일 성남하대원아파트우편취급국에서 명칭 변경                                                 |
| 위례우체국               |      | 경기도 성남시 수정구 위례서일로 6, 101~104호(창곡동, 우대빌딩)      | 2017년 6월 5일 신설 2017년 12월 1일 성남위례동우체국에서 명칭 변경 2021년 11월 1일 위례동로 147에서 이전 |

## 조직
- 지원과
- 영업과
- 고객지원실
- 우편물류과
  - 운용실
  - 소포실
- 경영지도실